# Municipio de Lakeside (condado de Aitkin)
El municipio de Lakeside (en inglés, Lakeside Township) es un municipio del condado de Aitkin, Minnesota, Estados Unidos. Tiene una población estimada, a mediados de 2022, de 521 habitantes.

## Geografía
Está ubicado en las coordenadas 46°16′32″N 93°30′40″O / 46.27556, -93.51111 (46.275684, -93.511051). Según la Oficina del Censo, tiene una superficie total de 95.4 km², de los cuales 75,1 km² corresponden a tierra firme y 20.3 km² están cubiertos de agua.

## Demografía
Según el censo de 2020, en ese momento había 504 personas residiendo en la zona. La densidad de población era de 6.7 hab./km². El 94.2 % de los habitantes eran blancos, el 0.2 % era afroamericano, el 2.8 % eran amerindios, el 0.2 % era asiático, el 0.8 % eran de otras razas y el 1.8 % eran de una mezcla de razas. Del total de la población, el 1.0 % eran hispanos o latinos de cualquier raza.